# Przecławice

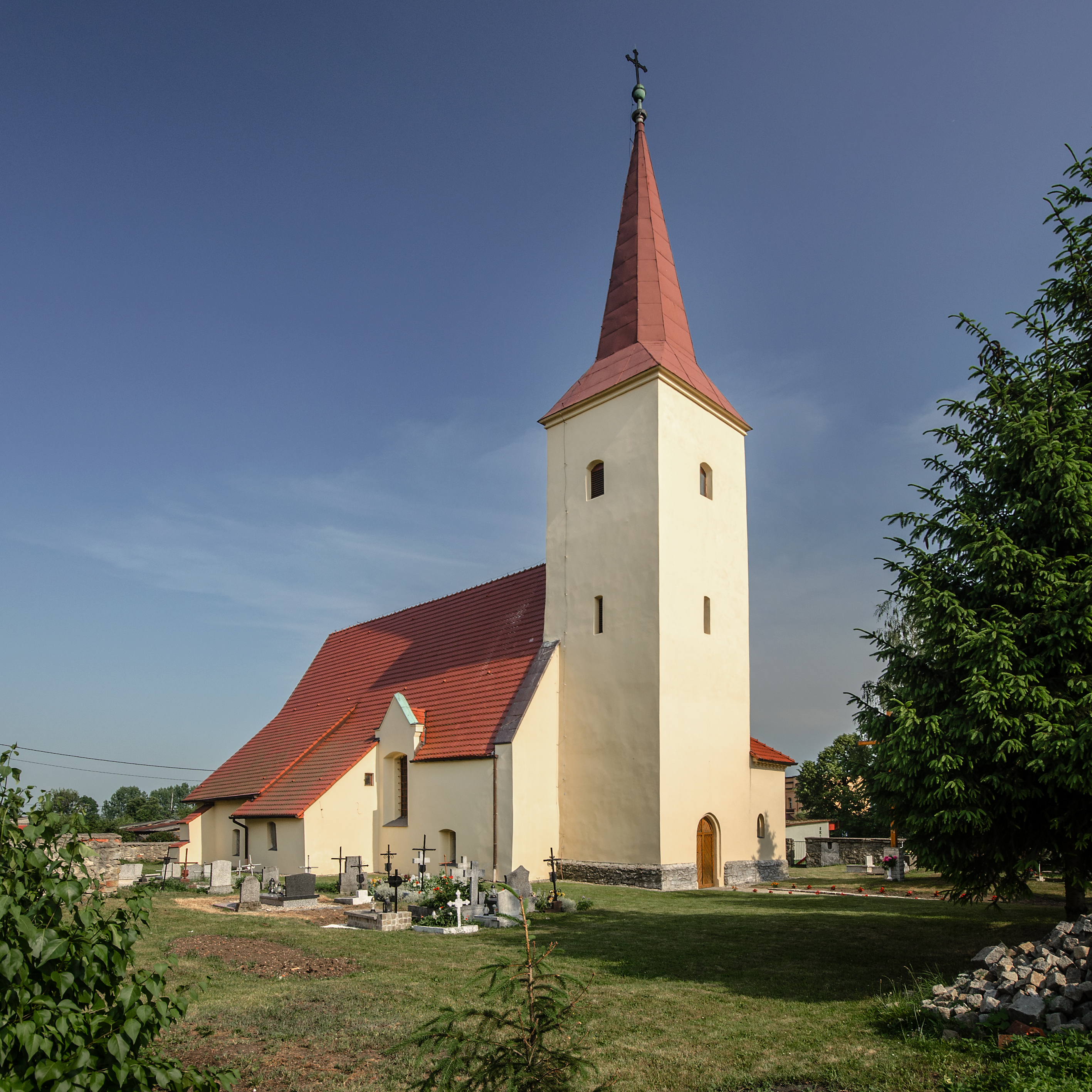
St.-Katharina-Kirche

Przecławice (deutsch Prisselwitz; 1937–1945 Prisselbach) ist eine Ortschaft in der Gemeinde Żórawina (Rothsürben) im  Powiat Wrocławski (Kreis Breslau) in der Woiwodschaft Niederschlesien in Polen. 

## Lage
Przecławice liegt 22 Kilometer südwestlich von Breslau nahe der Ślęza (Lohe).

### Nachbarorte
Nachbarorte sind Szczepankowice (Schönbankwitz) im Westen, Jaksonów (Jackschönau) im Norden, Brzeście (Liebethal) im Osten. 

## Geschichte

Karte von Prisselwitz (um 1820)

„Prsedzlavic“ wurde im Jahre 1289 nach deutschem Recht gegründet. Es gehörte zum Herzogtum Breslau, mit dem es 1335 als erledigtes Lehen an die Krone Böhmen fiel, die ab 1526 die Habsburger innehatten. Die Kirche wurde erstmals 1353 mit zwei Pfarrhuben erwähnt. Nach dem Ersten Schlesischen Krieg 1742 gelangte Prisselwitz mit dem größten Teil Schlesiens an Preußen. Grundherr war bis zur Säkularisation das Stift St. Klara in Breslau. Nach der Neuordnung der preußischen Provinz Schlesien wurde der Ort 1816 dem Landkreis Breslau eingegliedert. 
Hedwig von Stensch, Oberin des Klosters St. Klara in Breslau gründete 1816 eine Stiftung, aus der die Kinder von Prisselwitz an Weihnachten für Kleidung 24 bis 26 Reichstaler erhielten. 1840 testierte Stiftskanzler Hohmuth 500 Reichstaler für Ortsarme. 1845 zählte das Dorf in Besitz eines Herren Sopski 45 Häuser, ein Schloss, ein Vorwerk, eine Freischoltisei, 366 Einwohner (74 evangelisch und der Rest katholisch), evangelische Kirche zu Bohrau, eine katholische Pfarrkirche unter königlichem und fürstbischöflichen Patronat, mit wechselnden Gottesdiensten zwischen Jackschenau und Wiltschau (eingepfarrt: Prisselwitz und Buchau), eine katholische Schule mit einem Lehrer (eingeschult Buchwitz), vier Handwerker und zwei Kramer. Ab 1874 gehörte Prisselwitz zusammen mit den Landgemeinden Bogschütz, Groß Bresa, Merzdorf, Leopoldowitz und Wangern sowie den Gutsbezirken Bogschütz, Merzdorf, Prisselwitz und Wangern zum Amtsbezirk Wangern. In der Zeit des Nationalsozialismus wurde Prisselwitz 1937 in Prisselbach umbenannt.  
Als Folge des Zweiten Weltkrieges fiel Prisselbach 1945 mit dem größten Teil Schlesiens an Polen und wurde in Przecławice umbenannt. Die deutsche Bevölkerung wurde 1946/47 vertrieben. Die neu angesiedelten Bewohner waren zum Teil Vertriebene aus Ostpolen. 1975 bis 1998 gehörte Przecławice zur Woiwodschaft Wrocław. 

## Sehenswürdigkeiten
- Die Pfarrkirche St. Katharina (Kościół Św. Katarzyny) wurde erstmals 1376 erwähnt und in der ersten Hälfte des 16. Jahrhunderts als gotische Saalkirche neu errichtet. Die architektonischen Altäre im Stil des Barock sind von 1685. Die klassizistische Kanzel mit Reliefs der vier Evangelisten schuf um 1850 der Baumgartner Kunstschreiner Franz Xaver Moschner. Der ursprüngliche spätgotische Altaraufsatz mit den Figuren der hll. Katharina, Anna Selbdritt und Barbara aus dem Jahre 1510 wurde nach dem Zweiten Weltkrieg in das Nationalmuseum Breslau verbracht.
- Die ovale Wehrmauer des Friedhofes wurde Ende des 16. Jahrhunderts und in der ersten Hälfte des 17. Jahrhunderts errichtet. Das Tor wird von einem Spätrenaissancegiebel bekrönt. Vor der Wehrmauer stehen drei mittelalterliche Steinkreuze.[4]